# Păcala, Olt
Plapcea este un sat din loc. Făgețelu, Olt.

## Plapcea dar bătrânii îi zic Păcala- între poveste și adevăr
Numele satului Păcala vine de la un om om isteț, hâtru și pus pe șotii, care, potrivit tradiției locale, ar fi trăit, cu mulți ani inainte, pe aceste meleaguri și, căruia, oamenii i-ar fi zis Păcală. De aici, mai tărziu, s-a tras și numele satului: Păcala. 
Păcala (satul lui Păcală), este un fericit caz de asemănare (prin relaționare) cu celebrul erou popular Păcală, personaj de legendă al snoavelor populare românești, cunoscut pentru umorul și istețimea sa, ascunse sub o mască de naivitate și simplitate.

## Așezare geografică
Satul Plapcea face parte din comuna Făgețelu, jud. Olt (până în 1968 reg. Argeș, raionul Drăgășani. Localitatea Făgețelu este situată în partea de nord, nord-est a județului Olt, la o distanță de 54 km de orașul Slatina și la 37 km de orașul Pitești. Are o suprafață de 45 km². Comuna Făgețelu face parte din categoria comunelor care se întâlnesc în Podișul Getic, respeciv Platforma Cotmeana, cu relieful deluros, fiind axată pe cursul superior al râului Vedea, față de care are o poziție apoape semetrică. În componența comunei Făgețelu intră satele: Făgețelu, Păcala, Bâgești, Chilia, Ciorâca, Gruiu, Isaci, Pielcani.

## Scurt istoric
Plapcea este un sat al comunei Făgețelu, Olt. Prima atestare documentară a satului Plapcea datează din anul 1677.
- Petruț Pârvescu, "Istoria unui sat medieval - Făgețelu, județul Olt", Ed. Geea, 2005